# 182 a.C.
Il 182 a.C. (CLXXXII a.C. in numeri romani) è un anno  del II secolo a.C.

## Eventi
- Roma, consolato di Lucio Emilio Paolo Macedonico e Gneo Bebio Tamfilo.
- Re Farnace I del Ponto conquista la città di Sinope.